# Dar es-Salam
Dar es-Salam (árabe: دار السلام, Dār as-Salām: «remanso de paz» o «casa de la paz») es la sede de gobierno y la ciudad más poblada de Tanzania, situada en la costa este del continente africano junto al océano Índico. Fue la capital del país desde 1963 a 1974, cuando fue relevada por la ciudad de Dodoma aunque el proceso no se completó hasta 1996. Había sido anteriormente la capital de la colonia de África Oriental Alemana, posteriormente del protectorado británico de Tanganica, y de la República de Tanganica tras su independencia en 1963. En 1996 la capital del país fue trasladada a Dodoma, en el interior del país, pero aún quedan organismos y oficinas gubernamentales en Dar es-Salam.
Es la mayor ciudad y la más rica de Tanzania, además de ser el principal centro económico y educativo del país, así como su puerto más importante, a través del cual se exportan gran parte de los productos agrícolas y minerales que se producen en la zona. Es la capital de la región homónima, que está dividida administrativamente en tres distritos: Ilala, Kinondoni y Temeke.

## Historia

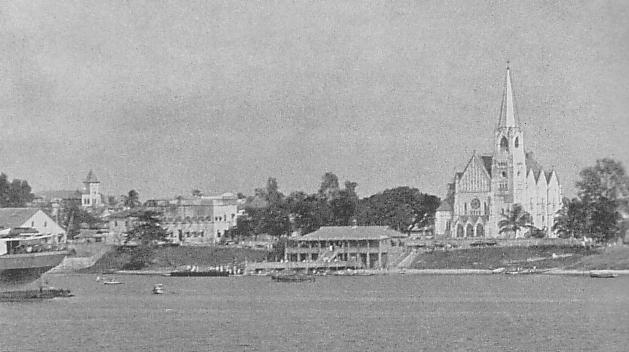
Vista de Dar es Salam en 1930

En 1859, Albert Roscher, de Hamburgo, se convirtió en el primer europeo en llegar a Mzizima («ciudad saludable»). En 1862, el Sultán Majid de Zanzíbar funda la ciudad. En 1866, el sultán Seyyid Majid de Zanzíbar le dio su actual nombre a la ciudad, una frase árabe que significa refugio de paz. 
Dar es-Salam cayó en una época de decadencia tras la muerte de Majid, en 1870, tendencia invertida con la llegada de la Compañía Alemana del África Oriental en 1887. El crecimiento de la ciudad fue facilitado por el hecho de que ésta servía como centro administrativo y comercial del África Oriental Alemana, resultando de la construcción de la Línea Central de Ferrocarril un cierto desarrollo industrial a principios del siglo XX.
África Oriental Alemana pasó a manos británicas durante la Primera Guerra Mundial, y desde entonces pasó a denominarse Tanganica. Dar es-Salam se mantuvo como centro administrativo y comercial del territorio. Bajo mandato indirecto británico, se desarrollaron diferentes áreas de la ciudad a cierta distancia de su centro, como Oyster Bay, en la que vivían habitantes de origen europeo, o Kariakoo, existiendo también a partir de aquella época una importante colonia de asiáticos.
Tras la Segunda Guerra Mundial, la ciudad experimentó una etapa de rápido crecimiento. El desarrollo político de partidos como la Unión Nacional Africana de Tanganica, condujeron a Tanganica a obtener la independencia de su metrópoli en diciembre de 1961. Dar es-Salam sirvió de capital, también cuando en 1964 Tanganica y Zanzíbar se unieron para formar Tanzania. A partir de 1973 se iniciaron los planes para trasladar la capitalidad del país a Dodoma, una ciudad en el interior de Tanzania situada justo en el centro del país; el proceso de traslado aún no se ha completado, continuando Dar es-Salam como la ciudad más importante del país. La ciudad dejó de ser oficialmente capital del país en 1996.
Uno de los atentados terroristas de Al Qaeda (liderado entonces por Osama bin Laden) a embajadas estadounidenses de 1998 se produjo en Dar es-Salam; el otro se produjo en Nairobi (Kenia).
En abril de 2008, Dar es-Salam fue la única ciudad del continente africano que acogió la antorcha olímpica antes de su llegada a Pekín.

## Geografía

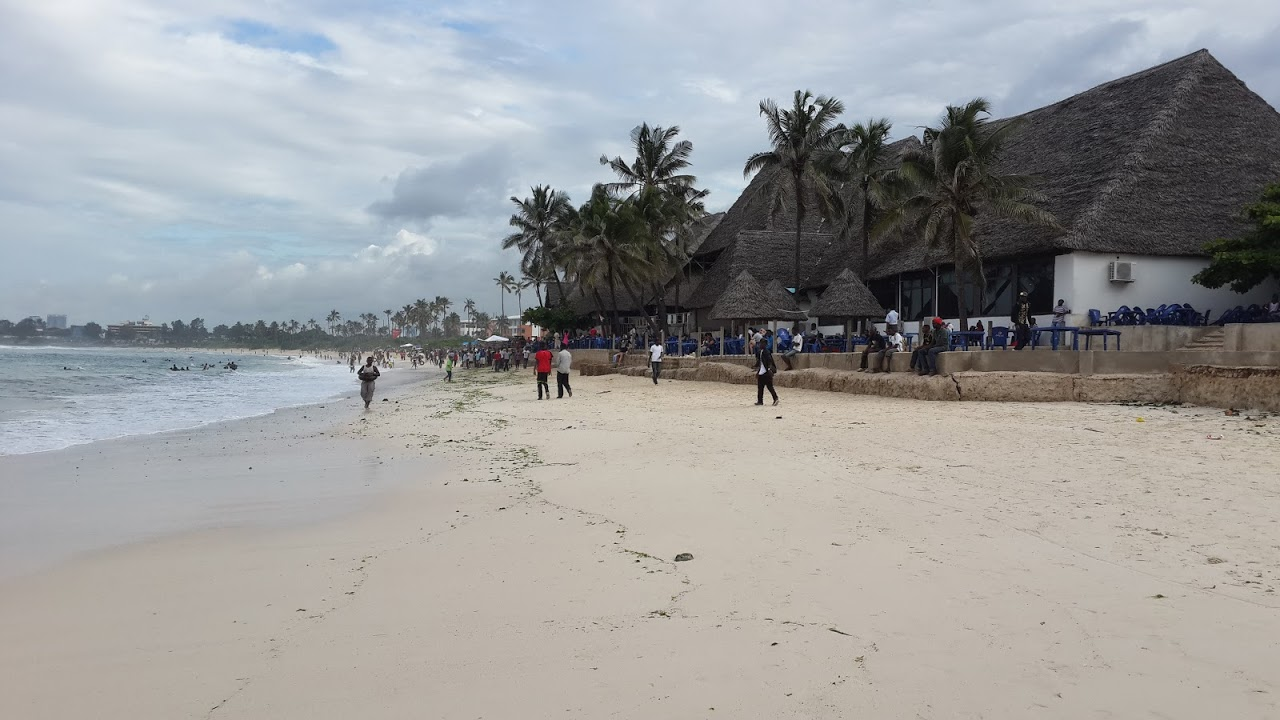
La playa pública de Coco Beach, en la costa oeste del Océano Índico

Dar es-Salam está localizada en el 6°48' sur, 39°17' este (−6.8000, 39.2833) a 55 m sobre el nivel del mar. La ciudad está situada en un masivo puerto natural del océano Índico oriental, en las costas orientales de África.
Estando ubicada tan cerca de la línea ecuatorial y del cálido océano Índico, la ciudad experimenta generalmente condiciones climáticas tropicales, caracterizadas por un tiempo cálido y húmedo durante la mayor parte del año. Las precipitaciones anuales rondan los 1100 mm aproximadamente, habiendo en un año normal dos estaciones lluviosas diferentes: las lluvias largas, que se dan durante abril y mayo, y las lluvias cortas, presentes durante octubre y noviembre.

### Distritos
Administrativamente, Dar es-Salam está dividida en tres distritos: 
- Ilala
- Kinondoni
- Temeke

## Clima
Debido a que está cerca de la línea ecuatorial y el cálido océano Índico, la ciudad experimenta condiciones climáticas generalmente tropicales. Tiene un clima tropical seco. La precipitación anual es de aproximadamente 1100 mm (43 pulgadas), y en un año normal hay dos temporadas lluviosas: «las lluvias prolongadas» en abril y mayo y las «lluvias cortas» en octubre y diciembre.
| Parámetros climáticos promedio de Dar es-Salam, Tanzania           | Parámetros climáticos promedio de Dar es-Salam, Tanzania | Parámetros climáticos promedio de Dar es-Salam, Tanzania | Parámetros climáticos promedio de Dar es-Salam, Tanzania | Parámetros climáticos promedio de Dar es-Salam, Tanzania | Parámetros climáticos promedio de Dar es-Salam, Tanzania | Parámetros climáticos promedio de Dar es-Salam, Tanzania | Parámetros climáticos promedio de Dar es-Salam, Tanzania | Parámetros climáticos promedio de Dar es-Salam, Tanzania | Parámetros climáticos promedio de Dar es-Salam, Tanzania | Parámetros climáticos promedio de Dar es-Salam, Tanzania | Parámetros climáticos promedio de Dar es-Salam, Tanzania | Parámetros climáticos promedio de Dar es-Salam, Tanzania | Parámetros climáticos promedio de Dar es-Salam, Tanzania |
| Mes                                                                | Ene.                                                     | Feb.                                                     | Mar.                                                     | Abr.                                                     | May.                                                     | Jun.                                                     | Jul.                                                     | Ago.                                                     | Sep.                                                     | Oct.                                                     | Nov.                                                     | Dic.                                                     | Anual                                                    |
| ------------------------------------------------------------------ | -------------------------------------------------------- | -------------------------------------------------------- | -------------------------------------------------------- | -------------------------------------------------------- | -------------------------------------------------------- | -------------------------------------------------------- | -------------------------------------------------------- | -------------------------------------------------------- | -------------------------------------------------------- | -------------------------------------------------------- | -------------------------------------------------------- | -------------------------------------------------------- | -------------------------------------------------------- |
| Temp. máx. abs. (°C)                                               | 35.0                                                     | 35.2                                                     | 35.0                                                     | 35.0                                                     | 32.9                                                     | 33.0                                                     | 31.8                                                     | 31.9                                                     | 33.8                                                     | 33.7                                                     | 34.0                                                     | 34.5                                                     | 35.2                                                     |
| Temp. máx. media (°C)                                              | 31.8                                                     | 32.4                                                     | 32.1                                                     | 30.7                                                     | 29.8                                                     | 29.3                                                     | 28.9                                                     | 29.4                                                     | 30.3                                                     | 30.9                                                     | 31.4                                                     | 31.6                                                     | 30.7                                                     |
| Temp. media (°C)                                                   | 27.8                                                     | 28.0                                                     | 27.3                                                     | 26.1                                                     | 25.3                                                     | 24.0                                                     | 23.3                                                     | 23.6                                                     | 24.4                                                     | 25.5                                                     | 26.6                                                     | 27.4                                                     | 25.8                                                     |
| Temp. mín. media (°C)                                              | 23.5                                                     | 23.3                                                     | 22.8                                                     | 22.4                                                     | 21.3                                                     | 19.2                                                     | 18.2                                                     | 18.1                                                     | 18.4                                                     | 19.7                                                     | 21.3                                                     | 22.8                                                     | 20.9                                                     |
| Temp. mín. abs. (°C)                                               | 18.1                                                     | 18.4                                                     | 19.6                                                     | 19.6                                                     | 16.2                                                     | 14.4                                                     | 13.7                                                     | 12.8                                                     | 14.3                                                     | 15.8                                                     | 17.6                                                     | 18.8                                                     | 12.8                                                     |
| Lluvias (mm)                                                       | 76.3                                                     | 54.9                                                     | 138.1                                                    | 254.2                                                    | 197.8                                                    | 42.9                                                     | 25.6                                                     | 24.1                                                     | 22.8                                                     | 69.3                                                     | 125.9                                                    | 117.8                                                    | 1149.7                                                   |
| Días de lluvias (≥ 1.0 mm)                                         | 7                                                        | 4                                                        | 11                                                       | 18                                                       | 13                                                       | 5                                                        | 4                                                        | 4                                                        | 3                                                        | 5                                                        | 8                                                        | 9                                                        | 91                                                       |
| Horas de sol                                                       | 235.6                                                    | 223.2                                                    | 213.9                                                    | 156.0                                                    | 213.9                                                    | 222.0                                                    | 223.2                                                    | 266.6                                                    | 252.0                                                    | 275.9                                                    | 252.0                                                    | 241.8                                                    | 2776.1                                                   |
| Humedad relativa (%)                                               | 77                                                       | 76                                                       | 80                                                       | 84                                                       | 81                                                       | 78                                                       | 77                                                       | 76                                                       | 75                                                       | 76                                                       | 78                                                       | 78                                                       | 79                                                       |
| Fuente n.º 1: World Meteorological Organization                    |                                                          |                                                          |                                                          |                                                          |                                                          |                                                          |                                                          |                                                          |                                                          |                                                          |                                                          |                                                          |                                                          |
| Fuente n.º 2: Deutscher Wetterdienst (extremes, humidity, and sun) |                                                          |                                                          |                                                          |                                                          |                                                          |                                                          |                                                          |                                                          |                                                          |                                                          |                                                          |                                                          |                                                          |

## Evolución demográfica
La población se ha incrementado a una tasa de 4,39% anual, siendo el tercer crecimiento más rápido en el continente africano y el noveno a nivel mundial. Se estima que para el año 2020 la población era de aproximadamente 6.400.000 de habitantes.
Evolución demográfica de Dar es-Salam, de 1925 a 2006.

## Economía

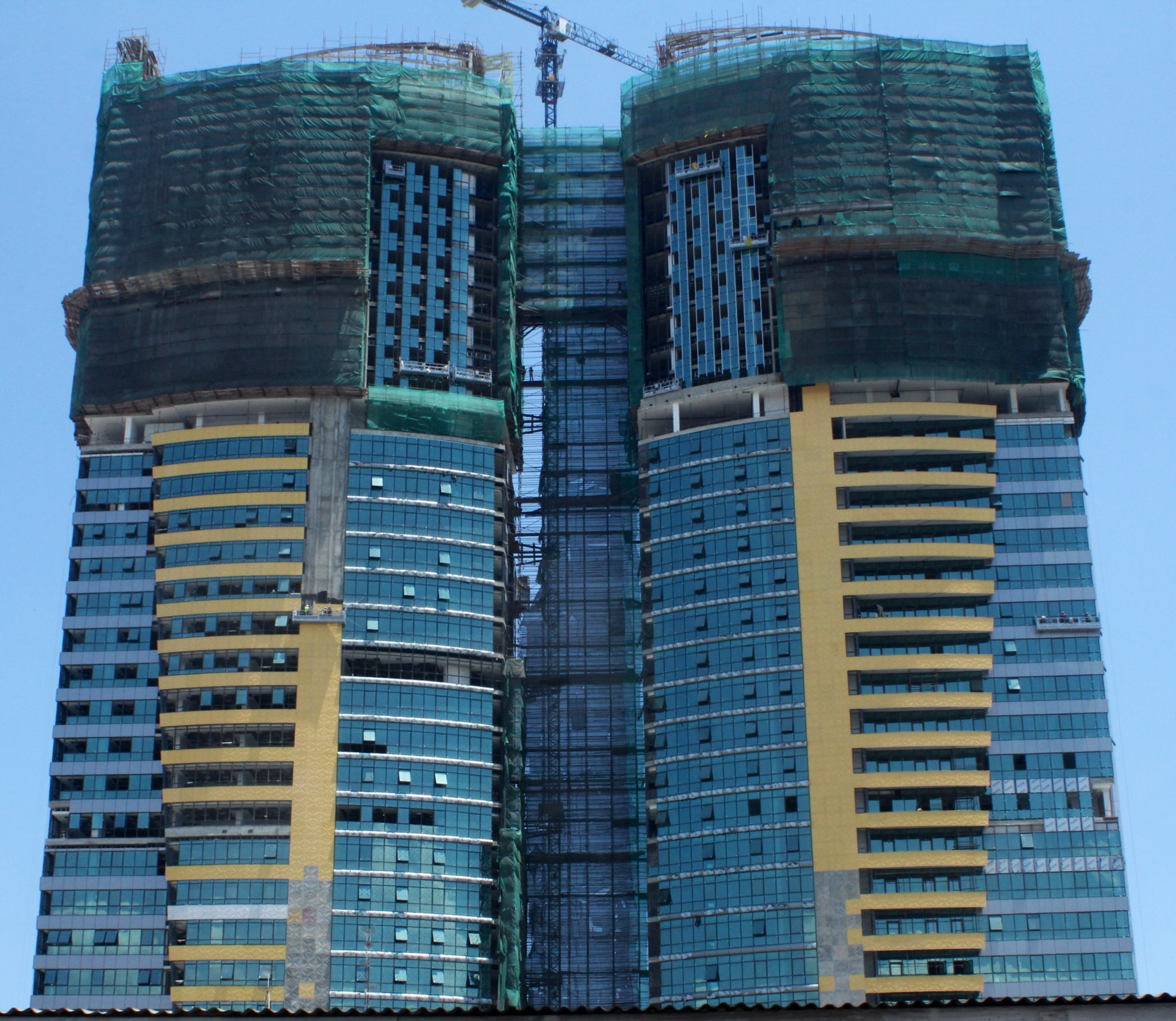
Las PSPF Commercial Towers (2014) miden 153 metros de altura. Son el segundo y el tercer edificios más altos de la ciudad.

Dar es-Salam es la ciudad más importante de Tanzania, ya que alberga la mayor parte de los negocios e instituciones de gobierno del país. La ciudad contiene inusuales concentraciones de edificios, negocios, industrias y otros servicios comparado con las demás ciudades del país, habitado en un 80% de forma rural. Entre las industrias más destacadas se encuentran las alimentarias, textiles y de muebles. También es muy destacada la refinería del petróleo. La ciudad concentra alrededor de la mitad de la industria de Tanzania, pese a que sólo alberga el 10% de su población.
El centro de Dar es-Salam es un área comercial activa de la ciudad. El centro incluye varias empresas y negocios cuyos propietarios son generalmente del Oriente Medio y el subcontinente indio. Durante el día se da una gran actividad por parte del tráfico, los trabajadores, los mercaderes y los vendedores ambulantes. 
Los suburbios que más lejos se encuentran de la ciudad se encuentran habitados generalmente por tanzanos y otros africanos, exceptuando a Oyster Bay, donde se aprecia una mayor diversidad de nacionalidades extranjeras. Las distintas etnias de Dar es-Salam no suelen cruzarse. La ciudad se está expandiendo y asimismo se exige más a la infraestructura de transportes junto con un aumento en la población urbana.
Debido al crecimiento de inmigrantes y la importancia del turismo, el número de restaurantes ha aumentado recientemente. La ciudad ofrece una variedad de comidas además de la autóctona, desde barbacoa tanzaniana con opciones que incluyen el "«Nyama Choma» (carne asada) y el «Mishkaki» (kebab), junto con la cocina zanzibariana e india, hasta comidas de todo el globo como la comida china, tailandesa, turca, italiana y japonesa.

## Transporte

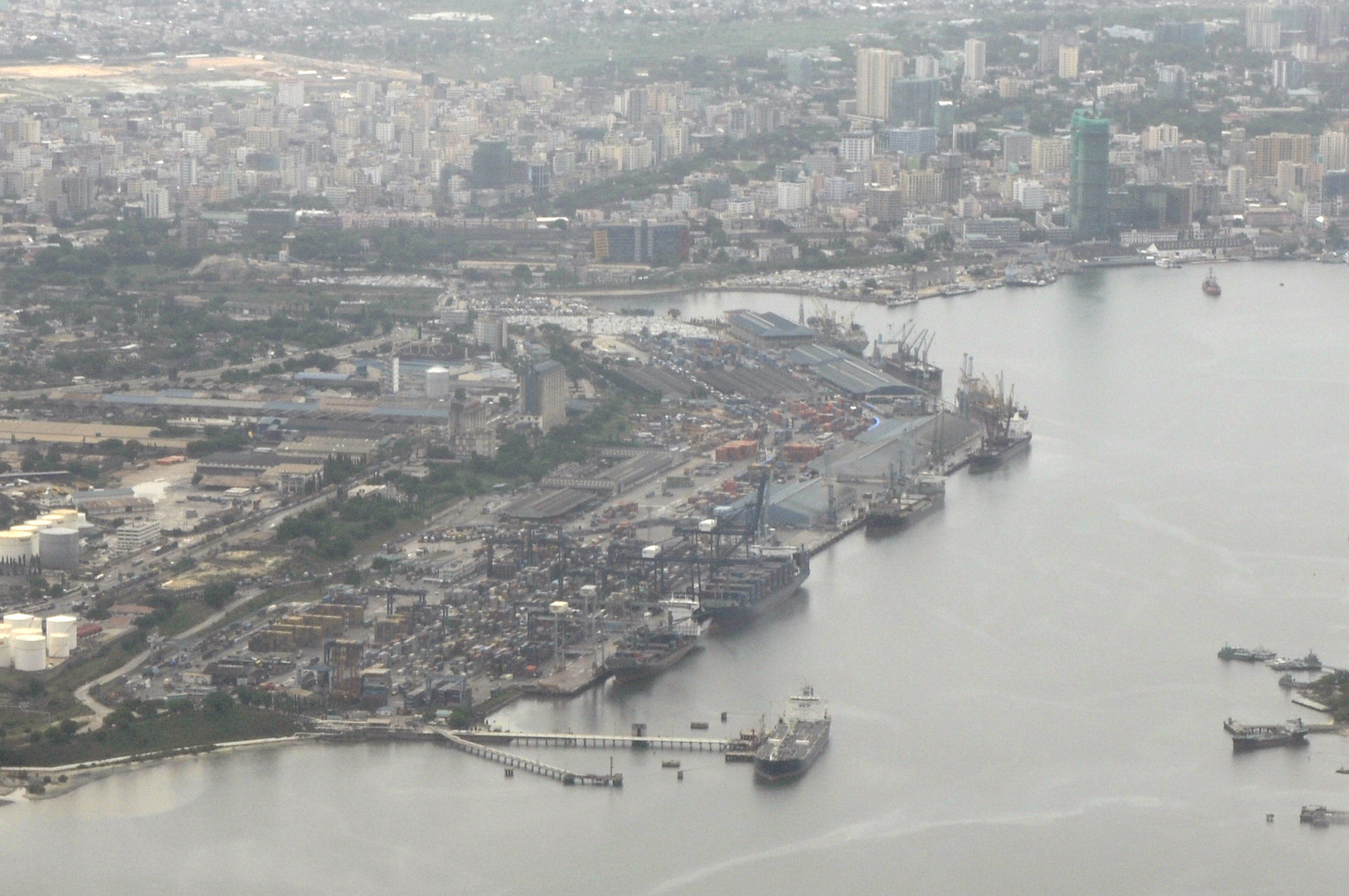
Puerto de Dar es-Salam.

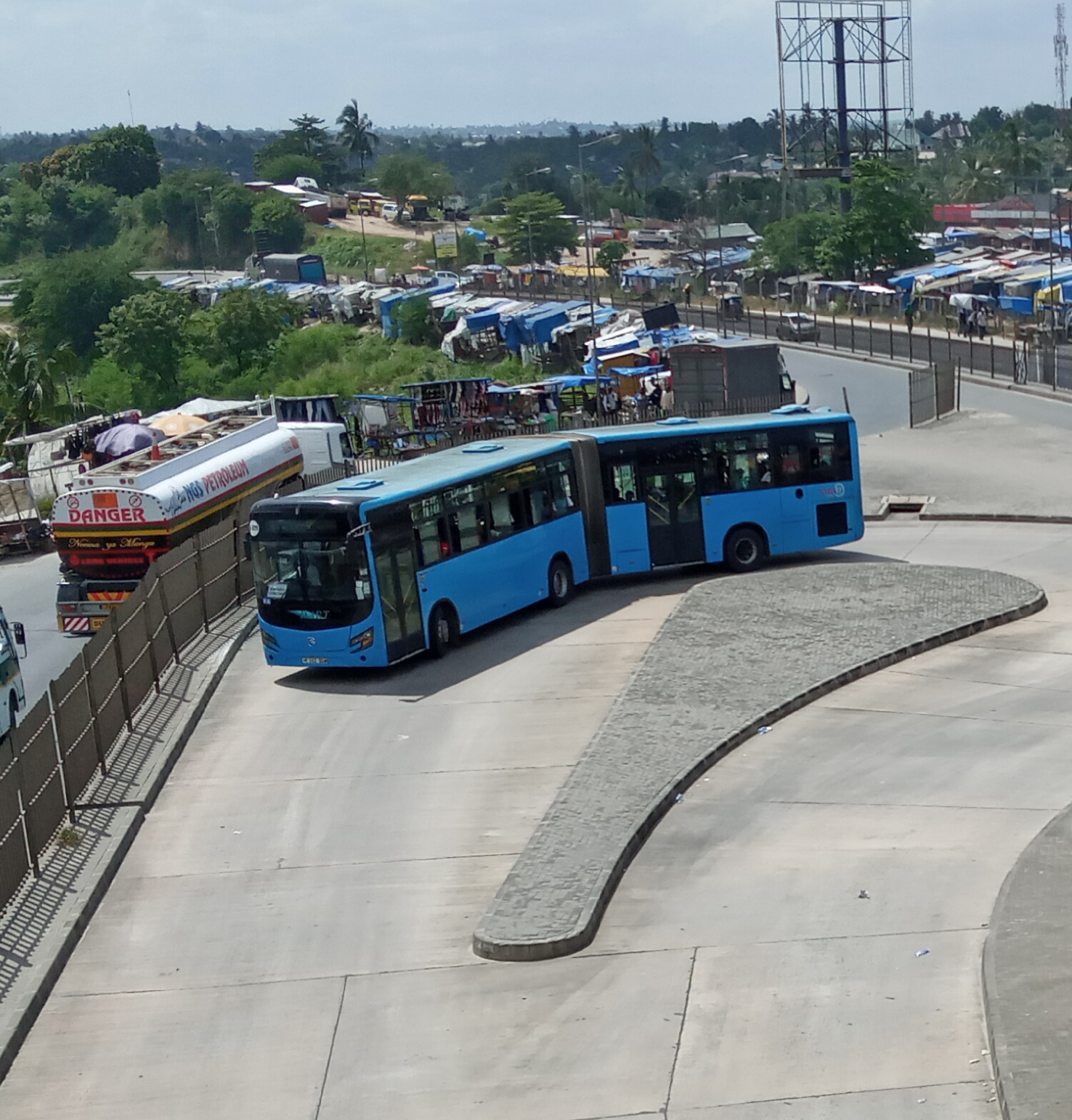
Autobús de tránsito rápido.

Localizada en un puerto natural del océano Índico, es el epicentro del sistema de transportes, generándose la mayor parte de las carreteras y líneas férreas del país en la ciudad o cerca de la misma. El Aeropuerto Internacional Julius Nyerere conecta a la ciudad con otros países africanos, con el Medio Oriente, con la India y con Europa.
Su estatus de centro administrativo y económico ha dado a Dar es-Salam un crecimiento mayor con respecto al del resto del país a partir del año 2000, disminuyendo así la pobreza en el lugar. El crecimiento de la industria se ve obstruido por varios factores, como los problemas de distribución eléctrica, la decreciente infraestructura y la corrupción política.

## Cultura

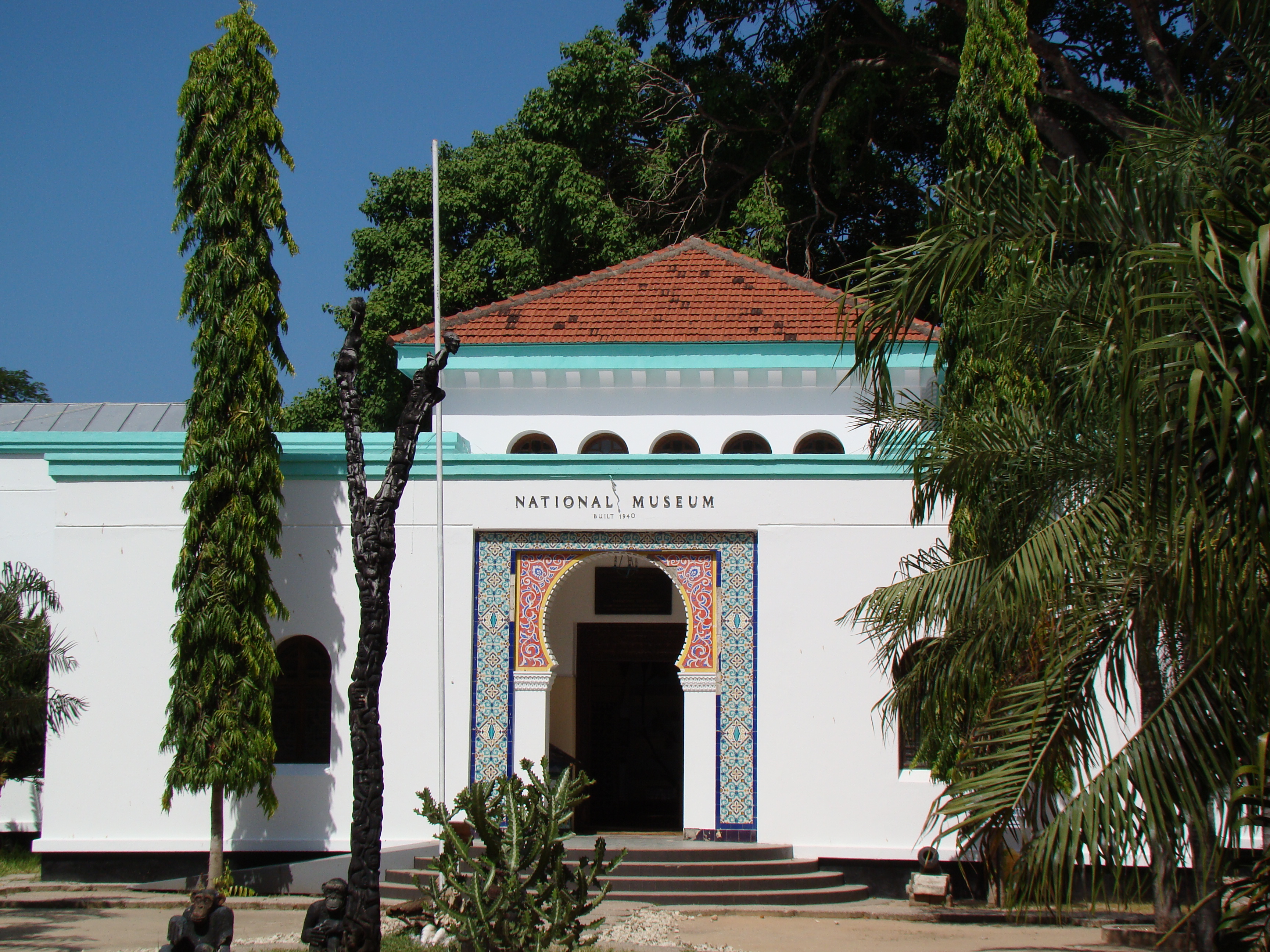
Museo nacional de Tanzania

El Museo Nacional de Dar es Salaam, que forma parte del Museo nacional de Tanzania, que se compone de 1934 y se abrió al público en 1940.

## Educación
Dar es-Salam es también el centro educacional de Tanzania. La ciudad hospeda a la Universidad de Dar es-Salam, la Universidad Abierta de Tanzania, la Universidad Hubert Kairuki Memorial, y también a la Universidad Médica y Tecnológica Internacional. Otras instituciones de educación son el Instituto de Programación Financiera, el Instituto de Tecnología de Dar es Salaam y el Colegio de Educación en Negocios.
Dar es-Salam es sede de la mayor parte de las instituciones educativas de Tanzania. La mayor parte de sus escuelas imparten enseñanza secundaria.
Esta ciudad posee un arzobispado, presidido por el arzobispo Polycarp Pengo.